# لیس (لوچانی)
لیس (به صربی: Lis) یک منطقهٔ مسکونی در صربستان است که در لوچانی واقع شده‌است. لیس ۶٫۳۲ کیلومتر مربع مساحت و ۲۱۱ نفر جمعیت دارد و ۵۸۴ متر بالاتر از سطح دریا واقع شده‌است.